# Aeroporto Internazionale della Florida sud occidentale
L'Aeroporto Internazionale della Florida sud occidentale (in inglese: Southwest Florida International Airport) (IATA: RSW, ICAO: KRSW) o Aeroporto di Fort Myers è un aeroporto situato in Florida a Fort Myers, negli Stati Uniti d'America.
Il mercato di riferimento dell'aeroporto è il sud ovest della Florida, in particolare Fort Myers, Sanibel Island, Captiva Island, Bonita Springs e Naples.

## Storia
L'aeroporto è stato concepito nel 1973, quando era chiaro che l'aeroporto esistente a Fort Myers, Page Field, sarebbe stato troppo piccolo. Il governo della Contea di Lee selezionò un sito nei pressi della Interstate 75, allora in costruzione. Una svolta vi fu negli anni ottanta, quando l'Aeroporto Regionale della Florida sud occidentale venne aperto il 14 maggio 1983: Delta Air Lines vi operò il primo volo di linea con una sola pista lunga solo 2 560 metri.
L'aeroporto venne rinominato Aeroporto Internazionale della Florida sud occidentale nel 1993, anche se iniziò ad ospitare i voli internazionali dal 1984 e venne introdotta la dogana degli Stati Uniti dal 1987, principalmente per i voli verso la Germania. Sempre nel 1993 la pista venne allungata a 3 658 metri. L'aeroporto poté quindi ospitare aerei come il Boeing 747 (tra cui l'Air Force One).

## Incidenti
- Il 28 novembre 2007 un aereo con un singolo motore fissato all'ala si è schiantato alle 09:20 ora locale a 1,6 km ad ovest della pista 6. Nell'incidente è morto il pilota. Questo è il primo incidente riportato dall'autorità esercente riguardante l'aeroporto.
- Il 13 aprile 2009 un Beech King Air 200 stava trasportando quattro passeggeri quando il pilota ha perso i sensi ed è morto. Doug White, un passeggero, è stato guidato in aeroporto da Brian Norton, un controllore del traffico aereo, assistito dal regolatore Dan Favio. È stato poi riferito che Doug White era pilota di aerei a singolo motore con un'esperienza di circa 130 ore. Tutti i passeggeri a bordo sono sopravvissuti e l'aereo non è stato danneggiato.[1]
- Il 19 aprile 2011, il Volo JetBlue 464 proveniente dall'Aeroporto Internazionale Logan di Boston durante il rullaggio ha rotto l'aletta d'estremità sinistra avendo una collisione con un camion aeroportuale.